# ギリシア人虐殺
ギリシア人虐殺は、その一部がポントゥス人虐殺やスミルナの大火として知られているものの総称である。近年ギリシア人虐殺と一括して認定することもある。20世紀初頭、キリスト教徒のオスマン帝国のギリシア人に対して行なわれた一連の追放と虐殺事件の事を示す（オスマン帝国のギリシア人は第一次世界大戦時とその後(1914–22年)に、その歴史的な故郷であるアナトリアにいた人々である）。 それはオスマン帝国政府とトルコ国民運動により、土着の帝国在住のオスマン帝国のギリシア人に対して煽動されたもので、大量虐殺と、 ギリシア正教徒の文化的、歴史的、宗教的運動の破壊と意図的な処刑、即時的排除、死の行進を含む強制移住だった。 多様な史料、数十万のオスマン帝国のギリシア人がこの期間に死亡した。 難民と生存者の多くはギリシアへと逃れた（それ以前のギリシア人口の1/4を越える人数に達した）。  一部の、特に東方諸州の人々は、ロシア帝国などの隣国へ避難した。
このように、ギリシア・トルコ戦争（1919年-1922年）の終結までに多数の小アジアのギリシア人が逃亡するか、殺された。 これら残る人々は1923年後半のギリシャとトルコの住民交換のもとにギリシアへと移住した人々であり、公式的に避難民の帰還が禁止された脱出とされている。その他の民族グループは同じように当該期間の間、オスマン帝国の攻撃にさらされており、一部の学者たちなどには、アッシリア人、アルメニア人と同じ虐殺政策の一部であると認識されている。
連合軍は、人道に対する罪として、オスマン政府が虐殺を指揮したと非難した。近年では大量虐殺研究者国際協会が、オスマン帝国のキリスト教徒少数派（これはジェノサイドとしてのギリシア人虐殺を含む）へ対するオスマン政府の作戦であったとの認定を2007年に可決した。 幾つかのほかの組織も（オスマン帝国の）作戦として認定することを可決している（ギリシアやキプロス、スウェーデン、 アルメニア、 オランダ、 オーストリアの議会など

## 背景

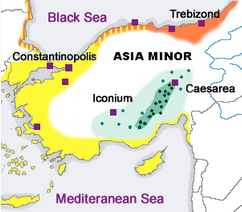
1910年のアナトリアにおけるギリシア人の分布図。 黄色が現代ギリシア語話者、オレンジがギリシア語ポントス方言話者。緑の部分に点在する町がカッパドキア方言のギリシア語 これらの地域では、ギリシア語話者が多数派であることを意味するわけではない

小アジアにおけるギリシア語話者は少なくとも前800年頃のホメロスにまで遡る。　地理学者のストラボンは、最初の小アジアのギリシア人都市としてスミルナを挙げ、ミレトスのタレス（前7世紀）やエフェソスのヘラクレイトス（前6世紀）や、キュニコス学派の創始者であるシノペのディオゲネス（前4世紀）を含む多数の古代ギリシア人がアナトリア土着の人々であるとしている。ギリシア人は、黒海を"Πόντος Εὔξεινος （Euxinos Pontos）"（もてなしの海）と表現し、前8世紀には、黒海沿岸を船で航海し、アナトリアの沿岸に沿って居住した。 黒海沿岸のもっとも著名なギリシア人都市は、トラブゾン、サンプスポンタ、シノペ、ヘラクレア・ポンティカ。
ヘレニズム時代（前334-前1世紀）の間には、アレクサンドロス大王の征服に従ってギリシア文化と言語が小アジアの内部でさえ支配的となった。 ローマ時代とビザンティン支配下では、この地域のヘレニズム化が加速し、紀元後1世紀初頭までには地元の印欧語のアナトリア語派は消滅し、ヘレニズム時代とローマ時代のギリシア語の標準語であるコイネーによって置き換えられた。
小アジアに残ったギリシア文化はギリシア語話者である東ローマ帝国（彼らはビザンティンギリシア人として知られる）のもとで続く千年間繁栄した。小アジアの住民は帝国のギリシア語話者である正教徒の人々で占められていた。このように4世紀から15世紀の多くの高名なギリシア人は小アジアの土着の人々であり、聖ニコラオス(270-343年)や、ヨハネス・クリュソストモス（349-407年）、アヤソフィアの設計者ミレトスのイシドロス（6世紀）はじめ、帝国の幾つもの王朝では、フォーカス家（10世紀）やコムネノス家（11世紀）などがおり、後期ルネッサンスの学者では、 トレビゾンドのゲオルギ (1395–1472年)と ヨハンネス・ベッサリオン（1403-1472年）がいる。
トルコ人が後期中世に小アジアの征服を開始した時、ビザンティンのギリシア人市民はそこで暮らす土着の人々としては最大のグループだった。 テュルク人の小アジア内部の征服後でさえ、小アジアの黒海沿岸の山々がギリシア人国家（トレビゾンド帝国など）の心臓部として残っていた（トレビゾンド帝国は1461年にオスマン帝国によって征服され、その10年前までにヨーロッパ側のギリシア人領土はオスマン帝国によって征服されていた）。
第一次世界大戦が勃発すると、小アジアは、トルコ人、アゼリー人、ポントゥス人（コーカサスのギリシア人を含む）、カッパドキアのギリシア人、アルメニア人、クルド人、ザザ人、ジョージア人、チェルケス人、アッシリア人、ユダヤ人、ラズ人など多様な民族を含んでいた。
ギリシア語話者であるキリスト教徒の人々に対するトルコ人との作戦の原因には、彼ら（キリスト教徒）が、オスマン帝国の敵となることへの恐れと、また一部のトルコ人の間では、現代的な国民国家を形成するために、これらの各民族グループが現代的トルコ国民国家の統合を脅かす可能性があることから、国家の領域内から（各民族グループを）消滅させる必要があった、と信じられている。
ドイツ帝国の軍隊の随行員によれば、オスマン政府の大臣エンヴェル・パシャは1915年10月に「彼がアルメニア問題を解決したと信じ[た]同様の方法で、戦争中にギリシア人問題を解決する」ことを望むと宣言した、としている。

## 事件

### バルカン戦争後
ブルガリアとセルビアとともに作られた同種の協約に従えば、オスマン帝国は、1913年11月14日にギリシアとの小規模な住民の自発的交換同意書にサインした。 他のいくらかのギリシアのマケドニア在住のムスリムとアイドゥン県と西トラキアのいくらかのギリシアのために同様の同意書が1914年7月1日にサインされている。同意書は、ギリシアによる幾つかの島嶼の併合に応じてオスマン帝国がこれらのギリシア人に、彼らの家から去るように強制した後に交わされた。 住民交換は第一次世界大戦の勃発で終了することはなかった。 このオスマン帝国の手法（既に実施済みの永続的な住民消去のための住民交換という方法）は、戦後ギリシャとトルコの住民交換として繰り返されている。それは公式的で永続的にギリシア人虐殺により発生した小アジアのギリシア人の脱出を恒久化・公式的とするものだった。
1913年春初頭、オスマン帝国は、エーゲ海地区と東トラキア地区のギリシア人に集中した排除プログラムと強制移住を実施した。これらの地域のこれらの人々は、国家の安全保障に脅威を与えると見なされた。。住民交換の実施には議論があったが、オスマン帝国の特務組織はギリシアの村々を攻撃して、住民に故郷に留まることを断念するよう仕向け、ムスリム難民と入れ替えよう仕向けた。 オスマン政府は責任を回避すると同時に、この作戦に関し事前に熟知していたことを否定するため、ギリシア人の村々を空にするという並行作戦に出たのであった。 このような事例はスミルナ北西25マイル（約40km）の西アナトリアにあるポカイア(ギリシア語：Φώκαια)で1914年6月12日に起こった。そこではトルコ人の非正規軍団が50人の市民を殺し、残りの市民はギリシアへと逃亡し、町は滅んだ(ポカイアの虐殺)。 
地方の軍隊と反ギリシア人暴力と略奪を計画・実施した市民組織の事例は、ギリシア大使と列強とコンスタンディヌーポリ総主教庁とをオスマン政庁に対する不満へと導いた。 これらの攻撃に対する政府の無反応と、1913年に始まった"ムスリム・ボイコット"と呼ばれるギリシア製品不買運動に抗議するために、総主教は1914年6月にギリシア教会と学校を閉鎖した。

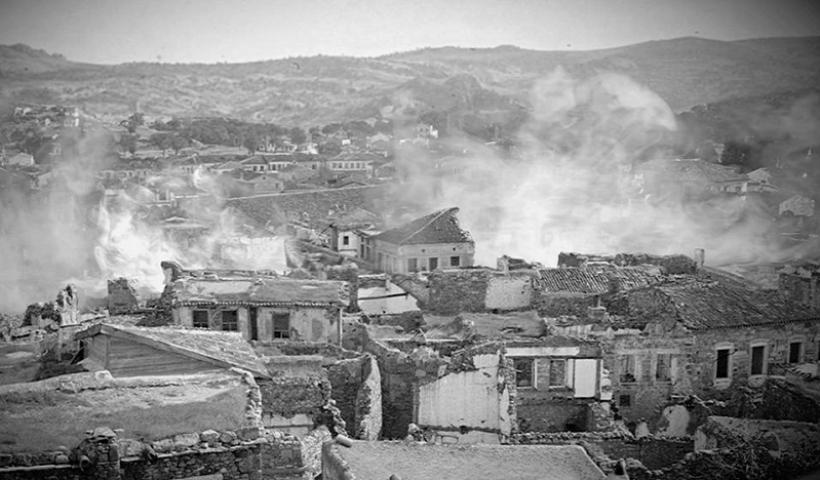
写真のポカイアは、1914年6月のテュルク人の非正規兵によって行なわれた虐殺の期間のもの

国内と国外の圧力に応じ、タラート・パシャは1914年4月にトラキアを訪れ、その後 エーゲで報告書を調査しギリシアとの間の緊張を和らげるようとした。彼は、これらの諸事件は関知しておらず、関与もしていないとする一方、この旅行でエーゲ海沿岸地方での"浄化"を担当したカスケバシ・イェスレフ（Kuşçubaşı Eşref）と面会し、この件が表ざたにならないよう、カスケバシに忠告した。
1914年の夏、オスマン帝国特務組織（Teşkilat-ı Mahsusa）は、政府と軍の高官の支援され、トラキアと西アナトリアから、数千人のうち数百人が死亡したとされる労働大隊（オスマン帝国）に徴兵した。 彼らは、アナトリアの内部数百マイルの地点に送られ、道路やビルの建築、トンネル掘り等の現場労働に徴用され、彼らの多くはオスマン帝国の警備隊により不法に殺害されたり、病気や貧困で衰えていった。 迫害政策と民族浄化は、ポントゥスやカッパドキア、キリキアを含むオスマン帝国の他の地域にも広まった。
西アナトリアからのキリスト教徒の強制排除は、アメリカ大使ヘンリー・モーゲンソーや歴史家アーノルド・トインビーにより観察されたように、多くの点でアルメニア人虐殺と共通点がある。シュクリュ・カヤ、ナジム・ベイ及びメフメド・レシドは、特務組織と労働大隊の両者で役割を果たした。彼らは作戦と非公式の暴力の並行計画の両方に参加していた。国家の人口政策の隠蔽は、両者で実施されていた。

### 第一次世界大戦

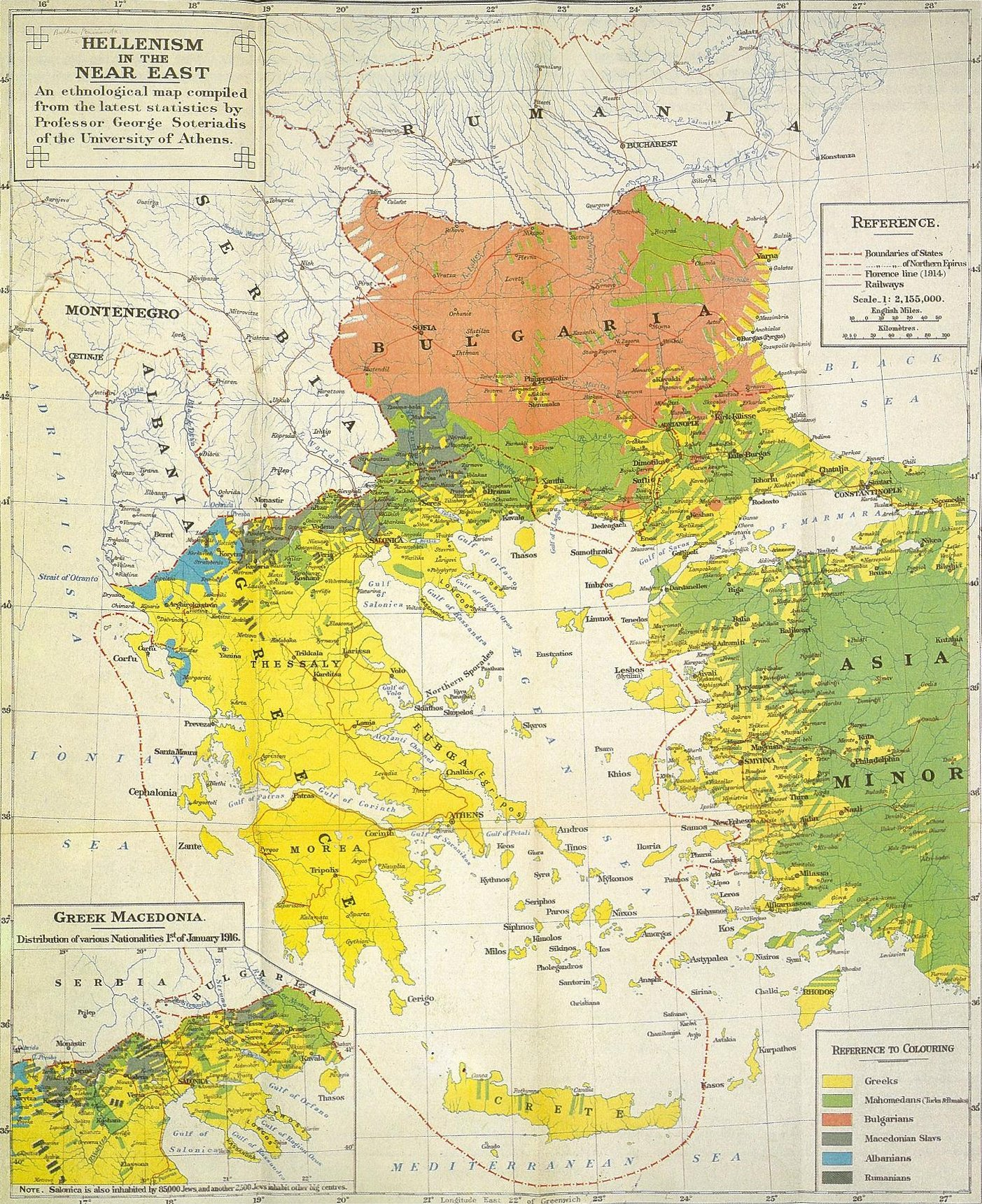
第一次世界大戦間とその後の中東におけるヘラス主義。ギリシア人が集中している（西アナトリアと東トラキア）両地域の一部を示している。ポントゥス人の地域は示されていない。

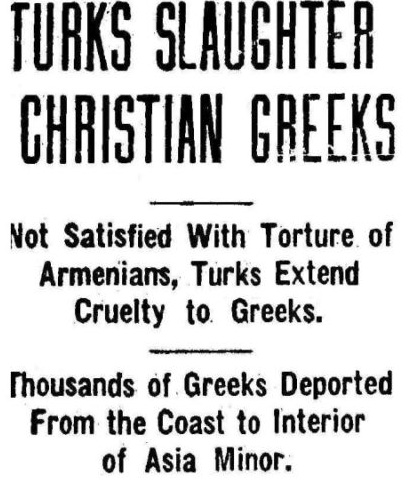
"トルコ人がギリシア人を殺戮" (1917)

しかしながら、1914年11月以降オスマン帝国の政策は移動したギリシア人に向かう。ロシア帝国に浸食されたコーカサス地方の奪還を目指すコーカサス作戦の実施において、特に国家政策として海岸部に居住するギリシア人（特に黒海地域（ポントゥス））を、内陸へ強制的に移住させることに制限を受けたいた。 この政策の転換は、オスマン帝国のギリシア人に対する迫害をやめさせようとするドイツの要請によるもので、ギリシアの政治家であるエレフテリオス・ヴェニゼロスが、アテネでドイツ大使へギリシアの中立の条件として要望した結果だった。ヴェニゼロスはドイツの圧力ではオスマン帝国の政策が変わらないだろうということで、ギリシアに住んでいるムスリムに対して、同じ作戦を実施するよう脅されていたのである。  オスマン帝国はこの政策変更を実施しようとしたものの成功しなかった。中央官庁から電信で命令が繰り返し行なわれたにも関わらず、攻撃と殺害さえ行ない、諸州の地域の役人により処罰されずに引き起こし続けたのだった。 後に意図的な暴力と金銭の強要が強化され、 三国協商に参加すべきだと主張したヴェニゼロス派のために弾薬を供給した(ギリシア国王コンスタンディノス1世はドイツ帝国寄りだった)。
1915年7月、ギリシアの代理公使は「強制移住はトルコにおけるギリシア人国民に対する絶滅戦争以外の何者でもなく、彼らの措置は、ギリシア人をイスラム教へ強制的に改宗させるよう仕組んできた。この明白な目的において、もし戦争の終結後、キリスト教徒を守るためにヨーロッパが再びに問題となる時には、そこには可能なかぎりの少数しか残らないであろう」、と声明を発表した。 英国外務省ジョージ・ランデルは、1918年までに 「50万人のギリシア人が強制追放され、彼らのうち比較的少数が生き残った」と回想している。 彼の回想においては、オスマン帝国への1913-16年の間の合衆国大使は"あらゆる場所にいるギリシア人がグループに集められ、ジャンダルマ（テュルク憲兵隊）の護衛と呼ばれるもののもとで移送され、その最大のグループは徒歩で内陸に移動させられた。 どれほど多くの者が各地に散らばっていたのか、厳密には知られていない。見積もりは20万人から100万人まで幅がある」としている。
政策変更にも関わらず、ギリシア人居住地を空白化し、住民を移転させる政策は、限定された規模であれ続けられた。政策は、ギリシア人全体にではなく、軍事的に弱いと見なされていた地域が特にターゲットとされた。1919年の総主教庁の記録として、多くの村の空白化が殺人と略奪により成し遂げられ、多数の者が必要な食料を作る時間を与えられなかったり、居住不可能な場所に移転させられた結果死亡した。 
オスマン帝国のギリシア人に対する国家政策は1916年の秋に再び変わった。協商国はその年の春までにレスボス島、キオス島とサモス島を力ずくで占領し、ロシア人はアナトリアのエルズルム防衛戦に向かい、ギリシアは同盟国側で戦争に参加すると予想し、国境在住ギリシア人の強制追放のための準備がなされていた。 
1917年1月にタラート・パシャはサムスン地域から、どの人物やその財産にも暴行を加えないよう注意して「30キロから50キロメートル内陸部へ」ギリシア人を強制追放するよう電文を送った。 しかしながら、1916年12月以来組織的に行なわれてきた政府の法令の実行は、ベヘーディン・シャキールがこの地区にやってきた時、命じられたようには実行されなかった: 男たちは労働大隊に連れてゆかれ、女と子供たちは攻撃され、村々は近隣のムスリムによって略奪された。 サムスンの僧侶ゲルマノス・カラヴァンゲリスは総主教庁へ3万人がアンカラ地区へ強制移送させられ、移送者の隊列は攻撃され多数が殺されたと報告した。タラート・パシャは盗賊によるギリシア人の村の破壊と略奪に関し、調査するよう命じた。  1917年後半、命令がその範囲を沿岸部の諸都市からの人々を含むよう拡大し、実施を統制する軍官に権限を与えるために送られた。しかしながら、それら地域ではギリシア人は追放されないまま残された。
追放されたギリシア人は、内陸部の州のギリシア人の村や、一部以前追放前のアルメニア人が住んでいた村々に送られた。ギリシア人の村々は軍事上懸念されたため、戦争中に無人化しており、そこにムスリムの移住者や避難民が住み着いた。 この頃各州に送信された電文によれば、アルメニア人のそれと同様、放棄されたギリシア人の動産や不動産は弁済されることなく、「保存された」。
1917年1月14日、スウェーデンの大使コスワ・アンコシュウァルが、オスマン帝国のギリシア人の追放の決定に関してコンスタンティノープルへ特電を送った。:
以上の無用な残酷さとして表出したのは、その追放が男だけに限定されたわけではなく、女性や子供にまで拡大されたことである。これは追放者たちから容易に財産を取り上げることができるように想定してなされている
ランデルによれば、労働収容所のような場所における飢餓や死の行進を含む強制追放のような残虐行為は"白い虐殺（white massacres）"として見なされた。 オスマン帝国官吏レフェト・ベイはギリシア人のジェノサイドで行動し、1916年11月にサムスンでオーストリア領事クフャトコフスキ（Kwiatkowski）に対し、レフェトが次のように言ったと報告されている： 「我々はアルメニア人に対して行なったようにギリシア人も終わらせなくてはならない・・・今日、私はすべての目に入るギリシア人を殺害するために内陸部へ分隊を派遣した・・・」。

### 希土戦争

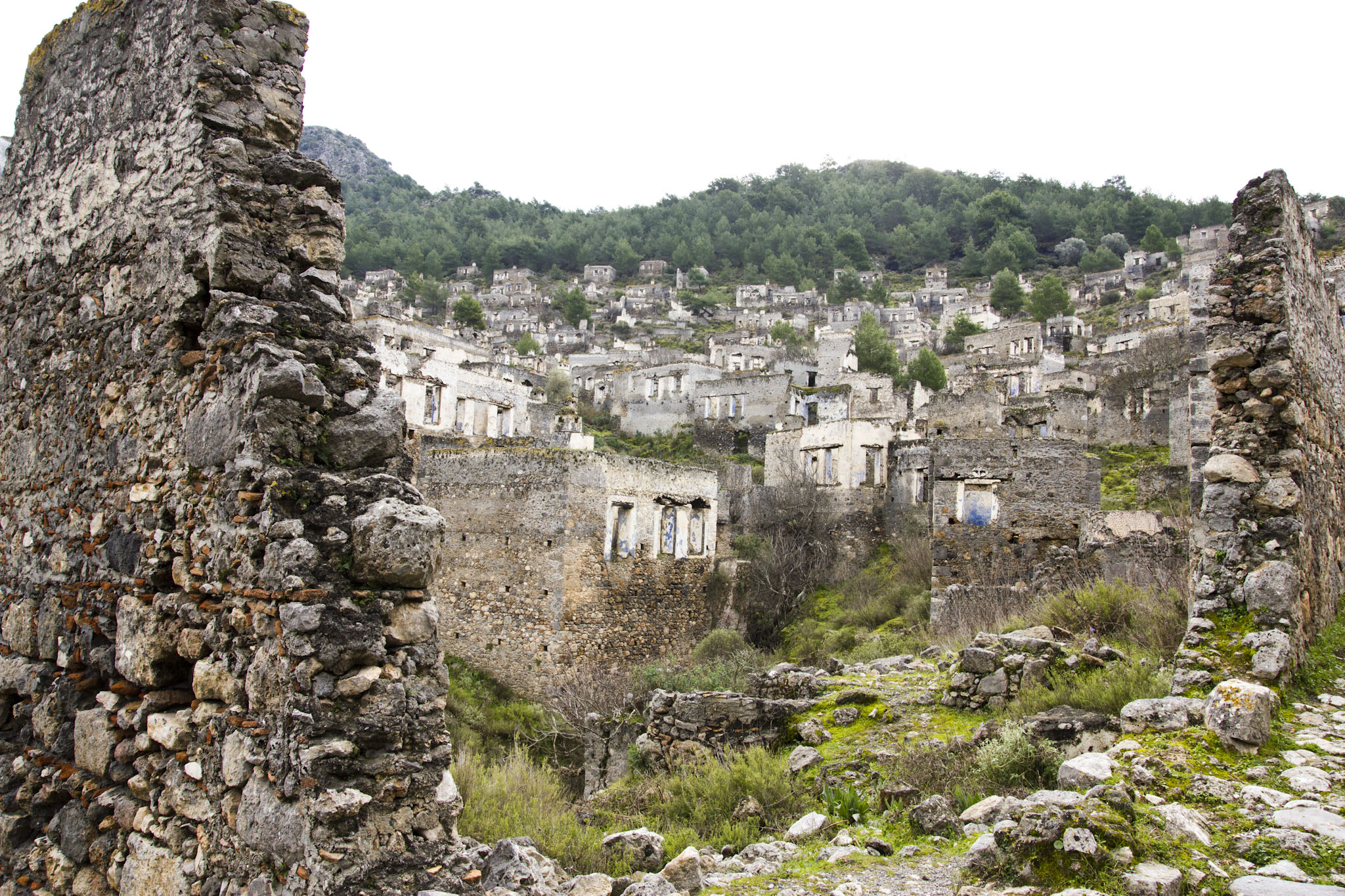
カラキョイ (Livisi)の廃村（アナトリア南西部）。かつてギリシア人が住んでいた村O 地元の伝説によれば、イスラム教徒はこの村に移住することを拒否した。理由は「1915年に虐殺されたリヴィシの人々の幽霊がでるから」といわれている

オスマン帝国が1918年10月30日に降伏した後、勝利した協商国側の法律による統制がもたらされた。しかしながら、 トルコ軍事法廷(1919–20年)は、指導的立場にあったオスマン帝国の高官がギリシア人とアルメニア人の虐殺に対して告発されたけれども、後者は正義をジェノサイドの加害者にもたらすことに失敗した。 このように、殺人、虐殺、強制追放はムスタファ・ケマル（後のアタテュルク）の国民運動の口実のもと、続けられた。
1920年10月に、英国官吏が北西アナトリアのイズニクの虐殺の余波を書いた報告書において、少なくとも100体のバラバラとなった男女と子供の遺体が、イズニク市壁300ヤードのところにある大きな洞窟の前や周辺に散乱していたと見積もっている。
小アジアのギリシア人の組織的虐殺と強制移住は、1914年の時点では効果のあるプログラムであり、希土戦争 (1919年-1922年)の間にギリシア軍とトルコ軍双方が行なった残虐行為の前兆だった。1919年5月のギリシア軍のイズミル占領に続く混乱は、 は1922年9月のスミルナの大火とトルコ軍によるスミルナの再占領まで続いた。 ルドルフ・ラムルは火事の死者数を10万人と見積もっている。 ギリシア人とアルメニア人は虐殺を伴う火事で死んだ。 ノーマン・ナイマークによれば、スミルナの大火の死傷者数は「より現実的な見積もりは1万人から1万5千人の間」とされている。15万から20万人のギリシア人が大火のあと追放され、一方3万人の有能なギリシア人とアルメニア人の男性たちが小アジア内陸部に移送され、彼らの多くは過酷な環境で死ぬか、移送途上で処刑された。 英国外務職員ジョージ・W・レンデルは希土戦争の間のギリシア人の虐殺と追放について記載している。  ルドルフ・ラムルによる見積もりによれば、21万3千人から36万8千人のアナトリアのギリシア人が1919年から1922年間に殺された。 1919年5月から1922年9月の間、西アナトリアを占領中のギリシア軍による トルコ人の虐殺もあった。 
希土戦争の間に発生した殺は、 英国人歴史家アーノルド・J・トインビーは、ムスタファ・ケマルに率いられたトルコ国民運動により創出されたギリシア人問題の着地点だったと書いている。: 「領土を占領した'ポントゥス'のギリシア人とギリシアのトルコ人は、ある程度までは、パリにおけるヴェニゼロスとデビッド・ロイド・ジョージの根本的な誤算の被害者である」

### 救助活動

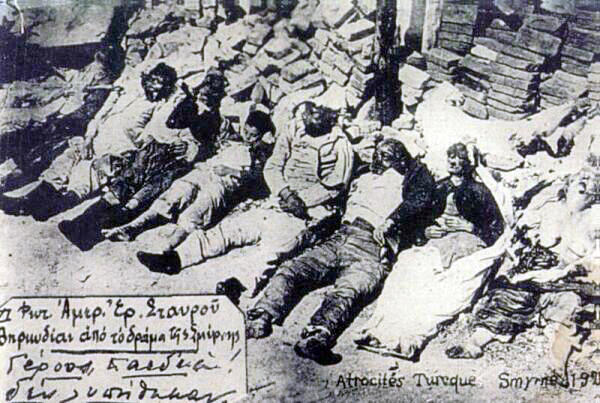
Photo taken after スミルナの大火後のスミルナで撮影された写真。写真内に、スミルナにおける赤十字の代表者により撮影された写真であると記載されている。翻訳：老人と子供も免れていない

1917年小アジアのギリシア人のための救助委員会がオスマン帝国におけるギリシア人虐殺と強制移住に対して形成された。委員会は中東の救助のためのアメリカ委員会(Committee for Relief in the Near East（現Near East Foundation（中東基金）））と協力して小アジアとトラキアにおけるオスマン帝国のギリシア人を目的とした配給活動を行った。この組織は1921年夏に解散したが、ギリシア救済事業は他の機関によって続けられた。

### 同時代の報告
ドイツ人とオーストリア・ハンガリー人外交官たちは1922年に覚書はジョージ・レンデルにより編集された「トルコ人の虐殺と迫害」と題する覚書と同様に、小アジアにおけるギリシア人の一連の民族浄化と組織的虐殺の証拠を提供している。その引用されている証言は多くの外交官、著名人、ドイツ大使ハンス・フライヘル・ヴァンゲンハイムやリヒャルト・フォン・クールマン、サムスンのドイツの副領事クッホフ（Kuchhoff）、オーストリア大使ヨハン・フォン・パラヴィチーニ、オーストリアのサムソン領事エルンスト・クフャトコフスキ(Ernst von Kwiatkowski)、イタリア人の在アンカラ民間職員トーッツィ（Tuozzi）よるものである。その他の引用は聖職者や活動家、著名なドイツ人宣教師ヨハネス・リプシウス 、中東救済委員会のスタンリー・ホプキンスなど。ドイツとオーストリア・ハンガリーは第一次世界大戦においてオスマン帝国の同盟国だった。

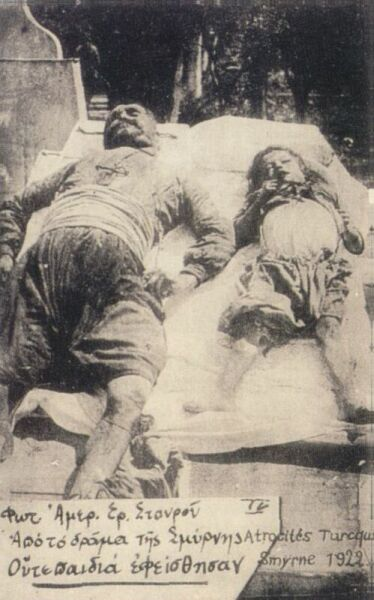
スミルナ, 1922年. 翻訳: 子供さえ生きることを許されなかった

これらの証言は組織的な虐殺、強姦、ギリシア人村落の焼き討ちを記述しており、オスマン帝国高官たち、即ちマフムード・シェヴケト・パシャ、レフェト・ベイ、タラート・パシャ、エンヴェル・パシャの意図に帰せられている。
加えて ニューヨーク・タイムズとその特派員はギリシア人村落の炎上や個々の強姦や殺人、強制追放、虐殺、ギリシア正教会の教会や修道院の建造物の破壊、"労働旅団"のための計画書、略奪、テロリズム、その他のギリシア人やアメリカ人及びアメリカ人市民と英国人市民と政府職員に対する虐殺行為を記録する、諸事件の広範なレファレンスを作成した。 オーストラリアの報道も事件を扱ったものがある。
合衆国のトルコ大使であるヘンリー・モーゲンソウは、1913年から1916年に在任しており、"トルコ政府"の作戦を非難した。即ち、「恐ろしいテロリズム、残酷な拷問、ハーレムへと女性たちを追い込み、無垢な少女を陵辱し、彼らの多くを80セントで売り払い、
数十万人を殺害し、その他数十万人を砂漠に追いやり飢えさえ、[そして]多くの町と数百村落を破壊した」、全部が "意図的処刑" であり、"トルコのシリア人とギリシア人とアルメニア人のキリスト教徒を全滅させる計画"だと非難した。 しかしながら、第一次世界大戦が勃発する数ヶ月前、10万人のギリシア人がギリシアの島嶼やモルゲンソウが主張した内陸部へと追放させられた。モルゲンソウは以下のように主張している、「これらの人々の大部分は真面目に追放された。即ち、ギリシア人住民は実際に新しい場所へと追放されたが、大量虐殺にさらされたわけではなかった。恐らく、文明化された世界がこれらの追放に対して抵抗しなかったことが理由だろう」と述べている」
合衆国総領事ジョージ・ホートンも非難している（ただし、彼の評価は反トルコ的なものだとして学者から批判されている） 「トルコのプロパガンダ喧伝者により計算された非常に賢い声明のひとつは、虐殺されたキリスト教徒は処刑されてもやむをえない者たちであり、即ち、50–50である」。この問題における彼のコメントでは、「ポントゥスとスミルナの虐殺後、ギリシア内における全てのトルコ人をギリシア人は虐殺したのだとすれば、その記録はほぼ50–50となるだろう」目撃者の証言として、彼は「猛烈な虐殺が行なわれている間に、ギリシアに住んでいる数千人のトルコ人への（ギリシア人の）行動」を称えもしている。彼の見解によれば、それは「全ての国の歴史におけるもっとも印象的で美しい出来事のひとつ」であった。

### 死傷者数

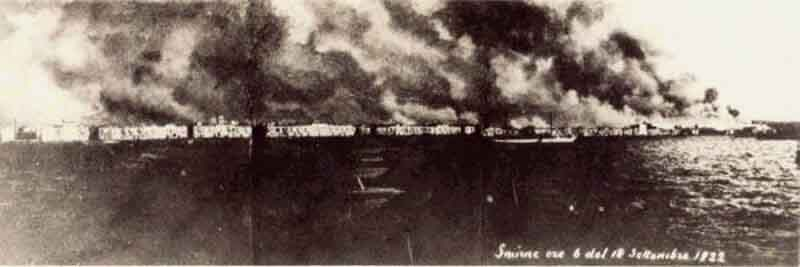
Smyrna burning during the スミルナの大火. 異なった推計によれば、おおむね1万人
から10万人とされる0 ギリシア人とアルメニア人が火災と虐殺で殺害された。

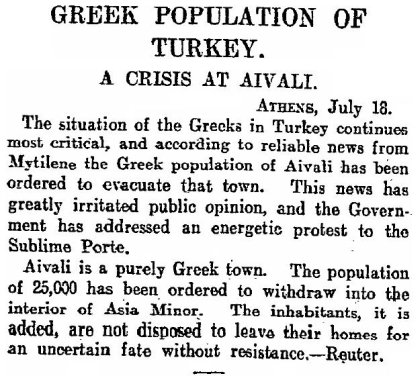
スコッツマンにより出版された1915年7月20日の新聞。タイトルには"トルコにおけるギリシア人人口、アイヴァリにおける危機

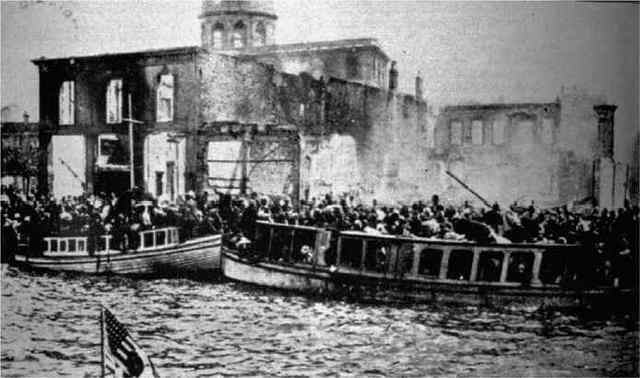
スミルナ大火の間同盟国の艦船に乗り込もうとするスミルナ市民。1922年。写真は合衆国の戦艦から発進したボートから撮影されたもの

1914年から1922年の全期間にわたり、アナトリア全土について学術的に推計された死者数は、28万9千人から75万人と幅がある。75万という数値は、政治的な科学者 アダム・ジョーンズ（カナダ人学者）によるものである。
研究者ルドルフ・ラムルは1914年から1923年の間の死者についての最低値と最高値を見積るために数ある研究を集めた。
ラムルの集計 によると、1914-18年は84000人（Table 5.1Aの205行目）、1919-23年は26万4000名（同表382行目）、合計34万7000名（Table 5.1Bの473行目）である。

いくつかの同時代史料は異なる死者数を主張している。ギリシア政府はコンスタンティノープル総主教庁とともに、虐殺数の総計が100万人であると主張するために数値を集めた。 アメリカ人の調査者チームは戦争直後の時期に殺されたギリシア人の数は90万人に近い値となるかも知れないということを発見した。 エドワード・ホール・ビアスタット（Edward Hale Bierstadt）は1924年に書いている、「公式的な証言によれば、1914年以来、テュルク人は冷血にも150万人のアルメニア人、50万人のギリシア人、男女と子供も、ほとんど挑発することもなくを殺戮したのだった。」 アイドゥンのオスマン帝国代官エマヌエル・エデンディは1918年11月4日に、前政府の民族浄化を批判し、55万人以上のギリシア人がアナトリア（黒海沿岸含む）の沿岸地域やエーゲ海の島嶼部で強制追放中に殺された、と報告した。
アナトリアのポントゥス地域におけるギリシア人死者に関する多様な史料によれば、死者数の合計値は30万人から36万人の幅がある。メリル・ピーターソンはポントゥスのギリシア人について36万人という死者数を引用している。  ゲオルギ・バラバニス（George K. Valavanis）によれば、「ポントゥス・ギリシア人の間の人間の生命の損失は第一次世界大戦から1924年3月までの間で、殺人や首吊りなどの懲罰、病死やその他の困難を含めて35万3千人を推計することができる」としている

## その後の展開
第一次世界大戦後に作られた1920年のセーヴル条約第142条は、トルコの体制を"テロリスト"と呼び、 "戦争中トルコで行なわれた虐殺の過程で個人に対して行なわれた悪行を出来る限り修復する"準備を含むものとされた。 セーヴル条約はトルコ政府に批准されず、全面的にローザンヌ条約で置き換えられた。ローザンヌ条約は戦争犯罪を罰するための用意なしの"アムネスティの宣言"を伴った。
1923年に、ギリシャとトルコの住民交換により、トルコにおけるギリシア系民族の存在はほぼ完全に排除され、同様にギリシアにおけるトルコ系民族の存在も排除される結果となった。 1928年のギリシアの人口統計によれば、1,104,216人のオスマン帝国のギリシア人がギリシアに移住した。 どのくらい多くのギリシア人住民が1914年から1923年の間にトルコで死亡したか、及びどのくらいのアナトリアのギリシア人がギリシアやソビエト連邦に追放されるか、あるいは逃亡したのか、を知ることはほとんど不可能である。 いくばくかの生存者と追放者は近隣のロシア帝国（後のソビエト連邦）避難した。
1955年のイスタンブル・ポグロムは、イスタンブルに残っていたギリシア人住民が、そこから移住・逃亡させられる原因となった。
歴史家のアルフレッド・デ・ゼイヤスは、イスタンブル・ポグロムを、人間性に対する極めて深刻な犯罪として位置づけ、 ポグロム後のギリシア人の大きな移住と逃亡について、ジェノサイド条約の基準の「一部または全てにおいて絶滅を意図"したものに対応する、との声明を出した。

## ジェノサイドの認定

### 用語
ジェノサイドという用語は1940年代初頭、ホロコーストの時代にポーランド人法律家ラファエル・レムキンによって作られた。レムキンはトルコにおけるギリシア人の運命を詳しく調べたことで知られていた。  1946年8月のニューヨークタイムスは以下のように報告している:
ジェノサイドは今や新しい現象ではなく、過去においてまったく無視されてきたものでもない。トルコ人によるギリシアとアルメニアの虐殺は懲罰なしに外交活動が進められてきた。もしレムキン教授が彼の道を持っているならば、国際犯罪としてジェノサイドは確立されるであろう
1948年12月 ジェノサイド条約 (CPPCG) が国際連合総会で採択され、1951年に施行された。それはジェノサイドを法律に定義づけた。"ジェノサイド"という用語が作られる以前は、オスマン帝国のギリシア人の根絶は"大虐殺"として知られていた（（ギリシア語で η Σφαγή）, "大カタストロフィ" (η Μεγάλη Καταστροφή), 或いは "大悲劇" (η Μεγάλη Τραγωδία)）

### 学会での議論
2007年12月大量虐殺研究者国際協会(IAGS)が1914年-1923年のオスマン帝国のギリシア人に対する作戦がジェノサイドに該当することを確認する決議を採決した。  "ギリシア人ジェノサイド"という言葉を用いて、オスマン帝国のギリシア人はアルメニア人虐殺と"量的に匹敵する"ジェノサイドであるとしてアッシリア人虐殺も一緒に可決した。IAGS協会長グレゴリー・スタントンがトルコ政府に最終的に三つのジェノサイドを認定するよう促した: "これらのジェノサイドの歴史は明白であり、これらは現在のトルコ政府にとってこれ以上の言訳のしようがないものであり、事実を否認すること自体犯罪行為である" 草案はカナダ人研究者アダム・ジョーンズによって書かれ、その決議は2007年12月1日にIAGSメンバーの83%の支持を受けて可決された。
アルメニア人虐殺を研究する数名の学者、すなわちピーター・バラキアン、タネル・アッチャム、リチャード・ホヴァニシアンとロバート・メルソンは、しかしながら、この問題は採決が可決される前にもっと深く研究させるべきだと声明を出した。" マヌス・ミドラルスキ（Manus Midlarsky）は、オスマン帝国高官によるギリシア人に対するジェノサイドの意思の声明と彼らの行動に一致が見られることに注意を促し、選択された"微妙な地域"での虐殺の伝染と、大戦末期におけるギリシア人の大多数が生き残っていることを指摘した。ヨーロッパの列強とオスマン帝国のギリシア人は文化的政治的に結びついていたため、ミドラルスキはジェノサイドとは「これらの事例におけるオスマン人にとっては、実現可能な選択肢ではなかった」と論じた。" タネル・アッチャムは、第一次世界大戦時のオスマン帝国のアルメニア人とギリシア人に対する政府の扱いに違いはないとの同時代証言を参照し、「増大する過酷な戦時政策にも関わらず、特に1916年後半と1917年の最初の数ヶ月の間におけるオスマン政府のギリシア人の取り扱いは、アルメニア人に対する尺度と幾つかの点で比較可能だとはいえ、その意図、規模、動機は異なっている」と結論づけた。
その他のジェノサイド研究者たち、ドミニク・シャーラー(Dominik J. Schaller)やユルゲン・ツィメラーは、「ギリシア人に対する殺人作戦のジェノサイドの量」は「明白である」との声明を出した。 ニーアル・ファーガソンはアルメニア人の運命と1922年以降のポントゥス・ギリシア人共同体の散発的な虐殺を比較した。 

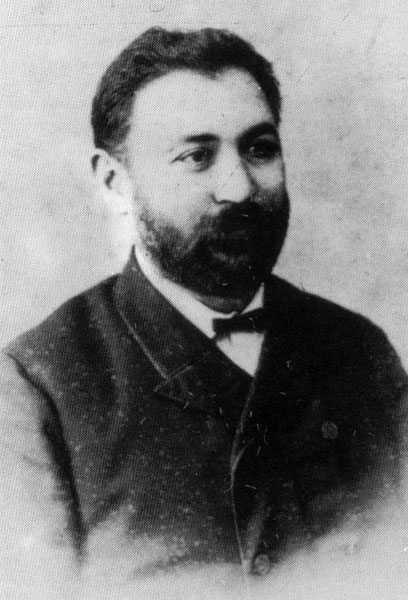
マサイオス・コフィデスは1922年にアマスィアの実験で首を吊るされた。

幾つかの西洋の大学におけるセミナーと専攻で研究課題が課されている。ミシガン大学 - ディアボーン や ニューサウスウェールズ大学を含み、これらの大学では研究部門を設けている。その研究課題はGenocide Studies Internationalのような研究雑誌で出版されている。

### 政治運動と議論
全ギリシャ社会主義運動党の議会グループの"愛国的"と称される議員達と穏健派の保守派新民主主義党の議員達が指導して、ギリシャ議会でオスマン帝国のギリシア人の運命に対し二つの法を可決した。ひとつは1994年、もうひとつは1998年である。法令は1994年3月8日と1998年10月13日のギリシア議会官報に掲載された。 1994年の法令は小アジアのポントゥスにおけるジェノサイドを確認し、5月19日に公示された（この日はムスタファ・ケマルが1919年にサムスンに上陸した日を記念して開催された、アタテュルク青少年スポーツ記念日） 1998年の法令は、小アジア全体のギリシア人虐殺を記念して9月14日に公示された。 これらの法はギリシア大統領が署名したが、政治介入があり直ぐには批准されなかった。左翼新聞I Avgiによると、法の執行に対して開始されたキャンペーンは政治的議論の主題となった。左翼運動・エコロジー連合党の党首ニコス・コンスタントプリオスと歴史家アンゲロス・エレファンティス（Angelos Elefantis） （ギリシア共産主義の歴史で知られている）は、左翼陣営の主要人物であり、二人はこの法令に反対した。しかし、在野の左翼民族主義者 で知識人著作家のゲオルグ・カラベリャス（George Karabelias）は、エレファンティスとその他のジェノサイド認定に対する反対者を痛烈に批判し 、彼らを歴史修正主義者と呼び、ギリシアの左翼主流派を"歪んだイデオロギーの革新者"だと非難した。彼は5月19日はギリシア人にとって、"健忘症の日"になったと言った。
2000代後半ギリシャ共産党は"ポントゥス人虐殺" (Γενοκτονία Ποντίων)の用語を機関紙 Rizospastisで採用し、記念イベントに参加した。
キプロス共和国でも公式的に"小アジアのポントゥスにおけるギリシア人虐殺"と呼んだ。 
1998年のギリシアでの立法に対して、トルコ政府は声明を発表し、"歴史的基盤がないまま"にジェノサイドして事件が記載されることに意義を唱えた。「我々はこの決議に抵抗し、非難する」とトルコ外務大臣が声明を出した。 彼はまた次のように付け加えた。「ギリシア議会のこの決議とともに、実際には、アナトリアでギリシア人が引き起こした大規模な破壊と虐殺についてはトルコ人に謝らなくてはならないのである。歴史を歪曲する伝統的ギリシア政策が維持されているというだけではなく、大ギリシア主義者のメンタリティはまだ残っていることを反映している」
2010年3月11日、スウェーデンの議会は"1915年のポントゥス・ギリシア人、カルデラ人、シリア人、アッシリア人、アルメニア人の殺害をジェノサイドとして認定する"議決を行なった。
2013年3月14日、オーストラリアの ニューサウスウェールズ州政府にキリスト教民主党のフレッド・ニール により虐殺認定運動が提案され、後はジェノサイドの認定は第四の政治課題となった。
2015年3月には、アルメニア国会がギリシアとアッシリア双方の虐殺を認定を可決した。
2015年4月、オランダの下院とオーストリアの議会 がギリシアとアッシリアの虐殺を認定する議決を行なった。

## 記念碑

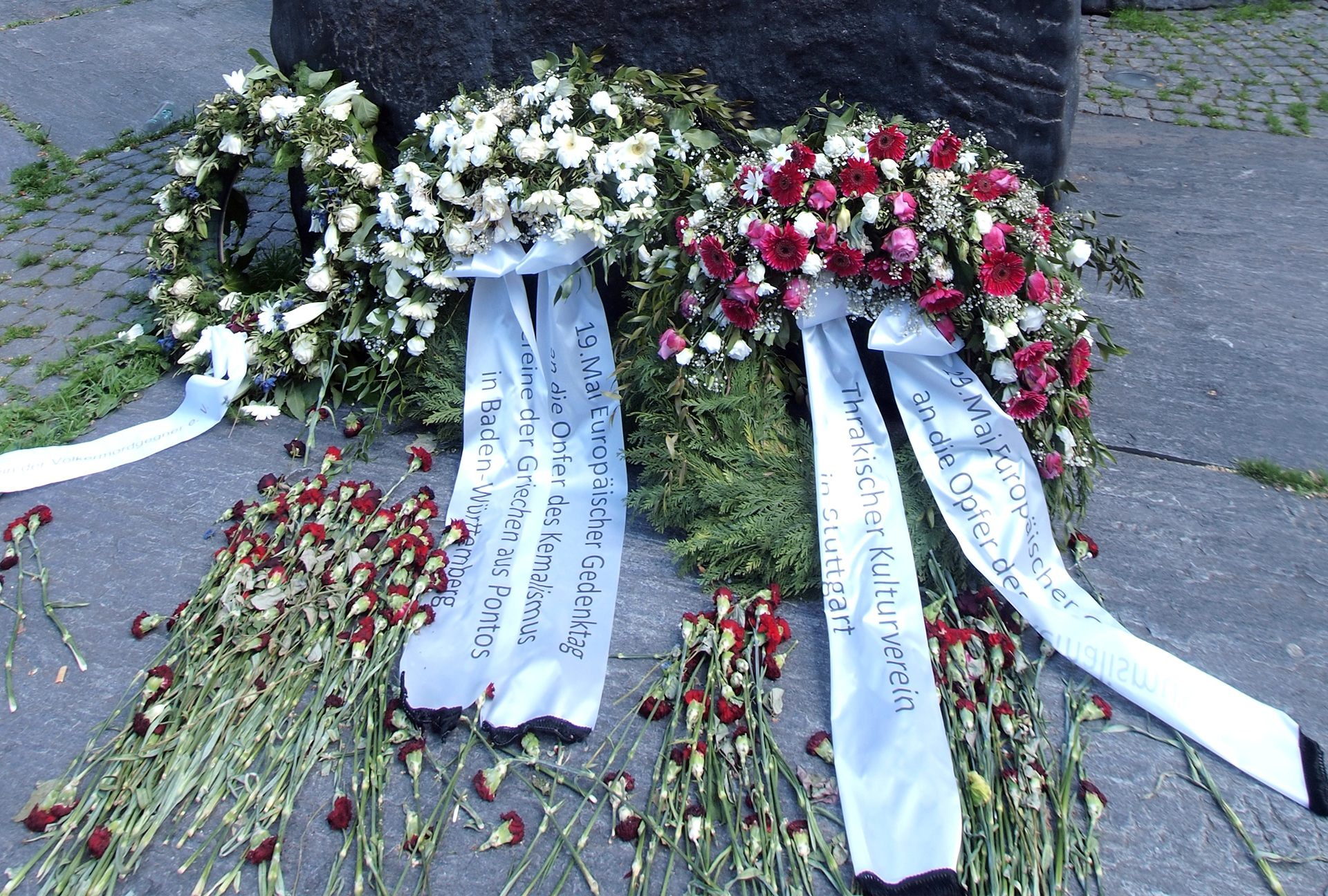
ドイツのシュトゥットガルトでの記念式典後に供えられたリース

オスマン帝国のギリシア人を弔う記念碑はギリシア全土に建てられており、オーストラリア、カナダ、ドイツ、スウェーデン、合衆国など国外にもある。

## 関連文献

### 同時代の証言
- Halo, Thea (2001). Not Even My Name, New York: Picador.
- Horton, George (1926), The Blight of Asia, Indianapolis: Bobbs-Merrill
- King, William C (1922), Complete History of the World War: Visualizing the Great Conflict in all Theaters of Action 1914–1918, MA, US: The History Associates,  オリジナルの2012-08-01時点におけるアーカイブ。.
- Morgenthau, Henry sr (1918), Ambassador Morgenthau's Story, = Garden City, NY: Doubleday, Page & Co.
- (1919) [1918], Ambassador Morgenthau's Story, Garden City, NY: Doubleday, Page & Co.
- Rendel, GW (20 March 1922), Memorandum by Mr. Rendel on Turkish Massacres and Persecutions of Minorities since the Armistice (memorandum), British Foreign Office.
- Toynbee, Arnold J (1922), The Western question in Greece and Turkey: a study in the contact of civilisations, Boston: Houghton Mifflin.
- Valavanis, G. K. (1925) (Greek),  [Contemporary General History of Pontus], Athens, http://pontosworld.com/index.php/books/greek/748-2013-08-28-00-01-03.

### 二次史料
- Akçam, Taner (2006). A Shameful Act
- Akçam, Taner (2012). The Young Turks' Crime Against Humanity: The Armenian Genocide and Ethnic Cleansing in the Ottoman Empire. Princeton/Oxford: Princeton University Press
- Alexandris, Alexis (1999). “The Greek census of Anatolia and Thrace (1910-1912): a contribution to Ottoman Historical Demography”. In Gondicas, Dimitri; Issawi, Charles. Ottoman Greeks in the age of nationalism: Politics, Economy and Society in the Nineteenth Century. Princeton, N.J.: Darwin. pp. 45–76
- Ascherson, Neal (1995). Black Sea, New York: Hill and Wang, ISBN 0-8090-3043-8.
- Avedian, Vahagn (2009), The Armenian Genocide 1915: From a Neutral Small State's Perspective: Sweden (unpublished master thesis paper), Uppsala University.
- Bassiouni, M. Cherif (1999). Crimes Against Humanity in International Criminal Law, The Hague: Kluwer, ISBN *Hulse, Carl (2007). U.S. and Turkey Thwart Armenian Genocide Bill, The New York Times, 26 October 2007
- Bierstadt, Edward Hale (1924), The Great Betrayal; A Survey of the Near East Problem, New York: RM McBride & Co.
- Bloxham, Donald (2005), The Great Game of Genocide: Imperialism, Nationalism, and the Destruction of the Ottoman Armenians, Oxford: Oxford University Press.
- Ferguson, Niall (2006), The War of the World: Twentieth-century Conflict And the Descent of the West, New York: Penguin, ISBN 1-59420-100-5.
- Fotiadis, Constantinos Emm (2004), The Genocide of the Pontus Greeks by the Turks, 13, Thessaloniki: Herodotus.
- Hull, Isabel V (2005), Absolute Destruction: Military Culture and the Practices of War in Imperial Germany, Ithaca: Cornell University Press.
- Jones, Adam (2006), Genocide: A Comprehensive Introduction, Routledge.
- (2010) [2006], Genocide: A Comprehensive Introduction, Taylor & Francis, ISBN 978-0-415-48618-7.
- Klapsis, Antonis (2014). “Violent Uprooting and Forced Migration: A Demographic Analysis of the Greek Populations of Asia Minor, Pontus and Eastern Thrace”. Middle Eastern Studies 50 (4):  622–639. doi:10.1080/00263206.2014.901218.
- Κωστόπουλος, Τάσος (2007). Πόλεμος και Εθνοκάθαρση: Η ξεχασμένη πλευρά μιας δεκαετούς εθνικής εξόρμησης (1912-1922). Athens: Βιβλιόραμα
- Levene, Mark (Winter 1998), “Creating a Modern "Zone of Genocide": The Impact of Nation- and State-Formation on Eastern Anatolia, 1878–1923”, Holocaust and Genocide Studies 12 (3):  393–433, doi:10.1093/hgs/12.3.393.
- Midlarsky, Manus I. (2005). The Killing Trap, Cambridge: Cambridge University Press.
- Naimark, Norman M. (2001). Fires of Hatred: Ethnic Cleansing in Twentieth-Century Europe, Cambridge and London: Harvard University Press.
- Peterson, Merrill D (2004), Starving Armenians: America and the Armenian Genocide, 1915–1930 and After, Charlottesville: University of Virginia Press.
- Rummel, RJ. “Statistics of Democide”. Chapter 5, Statistics of Turkey's Democide Estimates, Calculations, and Sources. 2017年8月9日閲覧。
- Tatz, Colin (2003), With Intent to Destroy: Reflections on Genocide, Essex: Verso, ISBN 1-85984-550-9
- Travis, Hannibal (2009), “The Cultural and Intellectual Property Interests of the Indigenous Peoples of Turkey and Iraq”, Texas Weleyan Law Review (Texas Wesleyan University School of Law) 15:  601–80, SSRN 1549804, "The U.N. Declaration on the Rights of Indigenous Peoples requires states to provide an effective remedy to indigenous peoples deprived of their cultural, religious, or intellectual property (IP) without their free, prior and informed consent. The Declaration could prove to be an important safeguard for the indigenous peoples of Iraq and Turkey, the victims for centuries of massacres, assaults on their religious and cultural sites, theft and deterioration of their lands and cultural objects, and forced assimilation. These peoples, among them the Armenians, Assyrians, Greeks, and Yezidis of Turkey and Turkish-occupied Cyprus, and the Armenians, Assyrians, Yezidis, and Mandaeans of Iraq, have lost more than two-thirds of their peak populations, most of their cultural and religious sites, and thousands of priceless artifacts and specimens of visual art."

## 関連文献

### 書籍
- Akcam, Taner. From Empire to Republic: Turkish Nationalism and the Armenian Genocide, New York: Zed Books, 2004.
- Andreadis, George, Tamama: The Missing Girl of Pontos, Athens: Gordios, 1993.
- Barton, James L (1943), The Near East Relief, 1915–1930, New York: Russell Sage Foundation.
- ; Sarafian, Ara (December 1998), "Turkish Atrocities": Statements of American Missionaries on the Destruction of Christian Communities in Ottoman Turkey, 1915–1917.
- Compton, Carl C. The Morning Cometh, New Rochelle, NY: Aristide D. Caratzas, 1986.
- The Inter-Allied Commission of Inquiry into the Greek Occupation of Smyrna and Adjoining Territories (PDF), Documents of the Inter-Allied Commission of Inquiry into the Greek Occupation of Smyrna and Adjoining Territories.
- Fotiadis, Konstantinos (2002–2004) (Greek),  [The Genocide of the Greeks of Pontus], Thessaloniki: Herodotos. In fourteen volumes, including eleven volumes of materials (vols. 4-14).
- Karayinnides, Ioannis (1978) (Greek),  [The Golgotha of Pontus], Salonica.
- King, Charles (2005). The Black Sea: A History, Oxford: Oxford University Press
- Koromila, Marianna (2002). The Greeks and the Black Sea, Panorama Cultural Society.
- Morgenthau, Henry sr (1974) [1918], The Murder of a Nation, New York: Armenian General Benevolent Union of America.
- (1929), I Was Sent to Athens, Garden City, NY: Doubleday, Doran & Co.
- (1930), An International Drama, London: Jarrolds.
- Hofmann, Tessa, ed. (2004) (German), Verfolgung, Vertreibung und Vernichtung der Christen im Osmanischen Reich 1912–1922, Münster: LIT, pp. 177–221, ISBN 3-8258-7823-6.
- Housepian Dobkin, Marjorie. Smyrna 1922: the Destruction of a City, New York, NY: Newmark Press, 1998.
- Lieberman, Benjamin (2006). Terrible Fate: Ethnic Cleansing in the Making of Modern Europe, Ivan R. Dee.
- de Murat, Jean. The Great Extirpation of Hellenism and Christianity in Asia Minor: the historic and systematic deception of world opinion concerning the hideous Christianity’s uprooting of 1922, Miami, FL (Athens, GR: A. Triantafillis) 1999.
- Papadopoulos, Alexander. Persecutions of the Greeks in Turkey before the European War: on the basis of official documents, New York: Oxford University Press, American branch, 1919.
- Pavlides, Ioannis. Pages of History of Pontus and Asia Minor, Salonica, GR, 1980.
- Shaw, Stanford J; Shaw, Ezel Kural, History of the Ottoman Empire and Modern Turkey, Cambridge University.
- Dominik J. Schaller; Jürgen Zimmerer, eds (2013). Late Ottoman Genocides: The Dissolution of the Ottoman Empire and Young Turkish Population and Extermination Policies. Routledge. ISBN 978-0-415-48012-3
- Erik Sjöberg. THE MAKING OF THE GREEK GENOCIDE Contested Memories of the Ottoman Greek Catastrophe, ISBN 978-1-78533-325-5, 2016.
- Shenk, Robert. "America's Black Sea Fleet - The U.S. Navy Amid War and Revolution,1919-1923",Naval Institute Press, Annapolis Maryland, 2012
- Totten, Samuel; Jacobs, Steven L (2002). Pioneers of Genocide Studies (Clt). New Brunswick, NJ: Transaction Publishers. ISBN 0-7658-0151-5
- Tsirkinidis, Harry. At last we uprooted them... The Genocide of Greeks of Pontos, Thrace, and Asia Minor, through the French archives, Thessaloniki: Kyriakidis Bros, 1999.
- Ward, Mark H. The Deportations in Asia Minor 1921–1922, London: Anglo-Hellenic League, 1922.

### 記事
- Bjornlund, Matthias, "The 1914 cleansing of Aegean Greeks as a case of violent Turkification", Journal of Genocide Research, Volume 10, Issue 1, March 2008, pp. 41–58.
- Hlamides, Nikolaos, "The Greek Relief Committee: America’s Response to the Greek Genocide", Genocide Studies and Prevention, Volume 3, Issue 3, December 2008, pp. 375–83.
- Klapsis, Antonis (2014). “Violent Uprooting and Forced Migration: A Demographic Analysis of the Greek Populations of Asia Minor, Pontus and Eastern Thrace”. Middle Eastern Studies 50 (4):  622–639. doi:10.1080/00263206.2014.901218.
- Mourelos, Yannis (1985). “The 1914 Persecutions and the first Attempt at an Exchange of Minorities between Greece and Turkey”. Balkan Studies 26 (2):  389–413.
- Vryonis, Speros, "Greek Labor Battalions in Asia Minor", The Armenian Genocide: Cultural and Ethical Legacies (ed. Hovannisian, Richard), New Brunswick, NJ: Transaction Publishers, 2007, pp. 275–90.
- Taner, Akcam (2009), “The Greek ‘Deportations’ and Massacres of 1913–1914, A Trial Run for the Armenian Genocide”, The Academic Conference on the Asia Minor Catastrophe (paper), IL, USA.
- Sait, Çetinoğlu (17–19 September 2010), “The Pontus Independence Movement and the Greek Genocide”, Three Genocides, One Strategy (international conference), Athens.